# 長翼鼻鬚鯰
長翼鼻鬚鯰，為輻鰭魚綱鯰形目毛鼻鯰科的其中一種，為熱帶淡水魚，分布於南美洲巴西東南部聖保羅及里約熱內盧淡水流域，體長可達14公分，棲息在森林覆蓋、沙石底質水塘、洄水區，成小群活動或獨居性，屬肉食性，以甲殼類、昆蟲、腐肉為食，可做為食用魚。